# Winteràcies
Winteràcia (Winteraceae) és una família de plantes amb flors. Inclou 120 espècies d'arbres i arbust distribuïts en 9 gèneres.
Les winteràcies es troben principalment a l'hemisferi sud associades amb la flora antàrtica, es troben en zones de clima tropical fins a temperat d'Oceania, Madagascar i Neotropicals. Molts membres de la família són flairosos i produeixen olis essencials. Algunes espècies tenen el fruit comestible.
La majoria dels gèneres es concentre a Australàsia i Malèsia. El gènere Drimys es troba des del sud de Mèxic als boscos subàntartics del sud de Sud-amèrica.
Drimys winteri, un arbre prim dels boscos magallànics i la Selva de Valdivia, i Tasmannia lanceolata es cultiven com planta ornamental.